# Danica Golli
Danica Golli, slovenska pedagoginja, * 16. avgust 1922, Gorica, † 22. september 1999, Ljubljana.

## Življenje in delo
Rodila se je v družini Zore Ušaj, rojene Paternost, in Justa Ušaja. Osnovno šolo je obiskovala v rojstnem kraju. Leta 1941 je bila zaradi sodelovanja z Osvobodilno fronto aretirana. Po večmesečnem prestajanju zaporne kazni je prišla k maminim staršem v Postojno, kjer je dočakala kapitulacijo Italije. Gimnazijo je končala v Smederevu in nato študirala pedagogiko ter filozofijo na ljubljanski filozofski fakulteti. Študij z diplomo je končala leta 1950. V letih 1951−1966 je poučevala na učiteljišču v Ljubljani, nato do 1970 predavala metodiko slovenskega jezika na ljubljanski Višji pedagoški šoli, po letu 1970 pa je bila raziskovalka na Pedagoškem inštitutu ljubljanske Univerze. Tu se je ukvarjala s tremi sorodnimi področji: z individualizacijo pouka in začetnim opismenjevanjem, ki je povezano s predšolsko pismenostjo sodobnih otrok ter z izobraževanjem učiteljev. Sama ali v soavtorstvu je napisala več strokovnih knjig in člankov ter priročnikov. Njena bibliografija obsega 79 zapisov.

## Izbrana bibliografija
- Metodika začetnega branja (COBISS)
- Sodobne oblike opismenjevanja (COBISS)
- Priročnik k delovnemu zvezku za prvi razred osnovne šole Učim se brati in pisati  (COBISS)